# Stumpfblütige Quecke
Die Stumpfblütige Quecke (Elymus obtusiflorus, Syn.: Thinopyrum obtusiflorum (DC.) Banfi, Elytrigia obtusiflora (DC.) Tzvelev), auch Pontische Quecke genannt, ist eine Pflanzenart, die zur Gattung der Quecken (Elymus) in der Familie der Süßgräser (Poaceae) gehört. Sie ist ursprünglich in Südeuropa beheimatet und wird in vielen Ländern gelegentlich als Nutzpflanze angepflanzt.

## Beschreibung

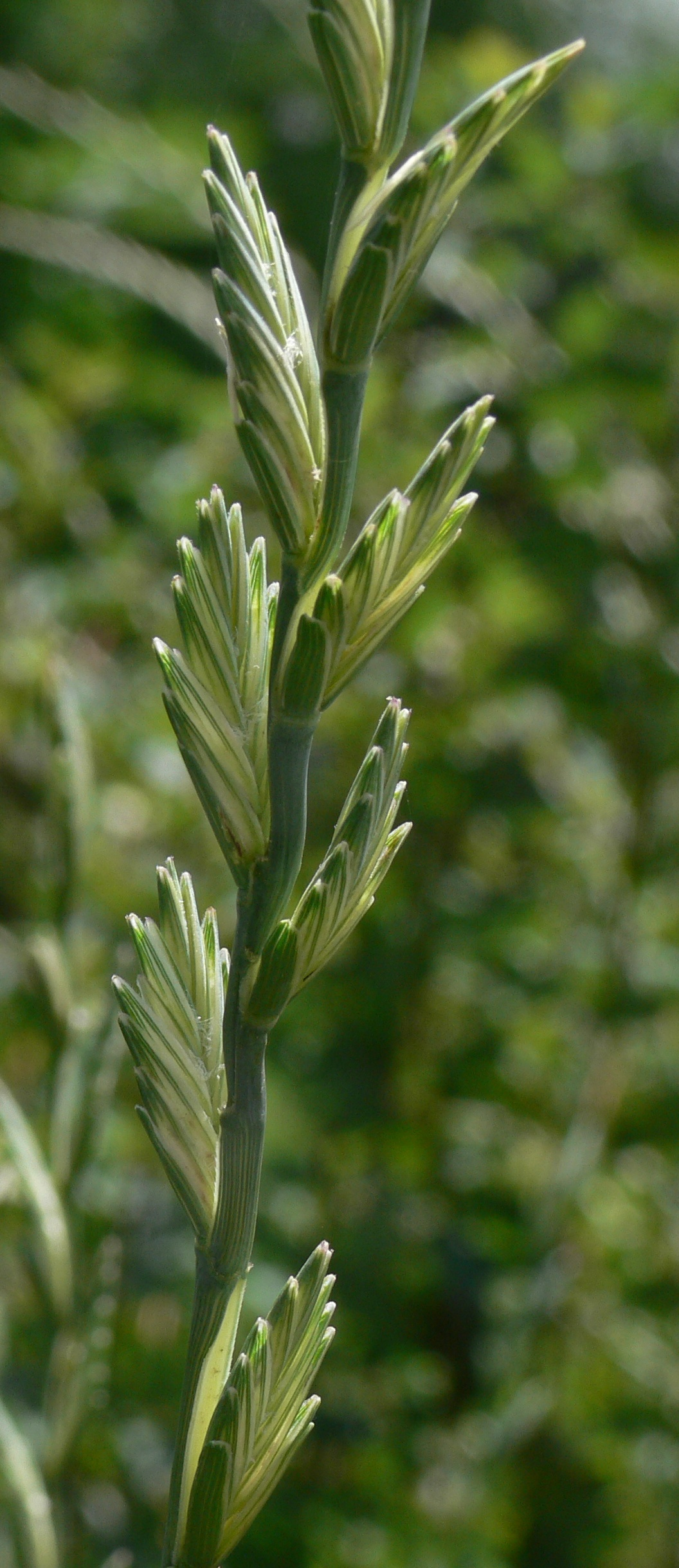
Blütenstand

### Erscheinungsbild und Blatt
Bei der Stumpfblütigen Quecke handelt es sich um eine derbe, ausdauernde krautige Pflanze, die in dichten Horsten wächst und keine Ausläufer bildet. Die aufrechten und kahlen Halme werden meist bis 120 Zentimeter hoch, unter Umständen auch weitaus höher (1,8 bis 3 Meter).
Ober- und Unterseite der Laubblätter sind kahl oder haben zuweilen auch kurze, borstige Haaren. Die Blattspreiten sind 10 bis 30 Zentimeter lang und ausgebreitet 2 bis 8 Millimeter breit. Sie sind oft nach oben eingerollt oder gefaltet, manchmal auch flach ausgebreitet, und haben sieben bis neun deutlich hervortretende Längsrippen. Am Übergang von der Blattspreite zur Blattscheide sind zwei schmale Öhrchen und ein um 1 Millimeter langes Blatthäutchen vorhanden. Die Blattscheiden sind kahl, nur die unteren am Rand bewimpert. Halme und Laubblätter sind steif und zäh und von grau-grüner bis bläulich-grüner Farbe.

### Blütenstand und Blüte
Die Hauptblütezeit reicht in Mitteleuropa von Juli bis August. Der endständige, lockere, ährige Blütenstand weist eine Länge von 10 bis 30 Zentimetern auf. Die flachen Ährchen sitzen mit der Breitseite zur Blattspindel einzeln an den Knoten. Die unteren Internodien sind 1,5 bis 3 Zentimeter lang, die oberen kürzer. Der Abstand der unteren Ährchen ist daher größer als die Ährchenlänge, d. h. die unteren Ährchen überdecken sich nicht. Alle Internodien sind mehr oder weniger flach auf der Seite der Ährchen und rau an den Kanten. Die 1,4 bis 2,5 Zentimeter langen Ährchen sind vor der Blütezeit anliegend, danach spreizend und enthalten fünf bis elf Blütchen. Die glatten, harten Hüllspelzen sind 0,7 bis 1,1 Zentimeter lang und 2,5 bis 3 Millimeter breit. Sie haben fünf bis neun deutliche Nerven, wobei der Mittelnerv oben etwas rau sein kann. Ihr oberes Ende ist stumpf abgerundet oder auch leicht eingebuchtet. Die einzelnen Hüllspelzen eines Ährchens unterscheiden sich wenig in der Länge. Die Deckspelzen haben keine Granne (namensgebend); sie haben ebenfalls ein stumpfes oberes Ende und eine lanzettliche Form. Sie sind etwa so lang wie die Hüllspelzen oder nur wenig länger. Die zweinervigen, glatten Vorspelzen sind etwas kürzer als die Deckspelzen; ihr Kiel ist bewimpert.

### Frucht
Die Frucht ist etwa 6 Millimeter lang und am oberen Ende dicht behaart.

### Chromosomenzahl
Die Chromosomenzahl beträgt 2n = 70, seltener 56.

## Vorkommen
Verbreitungsgebiet der Stumpfblütigen Quecke als Wildpflanze ist Südeuropa (von Portugal bis zum Balkan), die Türkei und Südrussland. Dort kommt sie auf offenen, trockenen und auch salzhaltigen Böden vor, z. B. auf Salzwiesen und an Meeresküsten. Die Pflanze verträgt keinen Schatten.
Aufgrund verschiedener Nutzungen durch den Menschen ist die Stumpfblütige Quecke weltweit anzutreffen und noch in der Ausbreitung begriffen. Sie gilt aber nicht als aggressiv invasive Pflanze.
In Deutschland wurde die Stumpfblütige Quecke erstmals 1982 beobachtet. Eine der ersten Beobachtungen wurde 1982 im Vorland des Schwarzwalds an einem Straßenrand im Zinsbachtal bei Altensteig-Garrweiler gemacht. Eine feste Einbürgerung wurde für eine Stelle auf einem Autobahnmittelstreifen bei Pforzheim geltend gemacht. Inzwischen hat sich die Art in Mitteleuropa ausgebreitet und auch teilweise eingebürgert. Es gibt Beobachtungen in Deutschland, Österreich (Kärnten, Oberösterreich, Niederösterreich), der Schweiz (Kantone Tessin, Wallis, Zug) und vom Vinschgau. Die Vorkommen lassen sich vielleicht teilweise auf Anpflanzungen oder Ansaaten zurückführen. Typische Standorte sind Straßenränder, sandig-lehmige Aufschüttungsböden, offene Böschungen und Dämme.
Die ökologischen Zeigerwerte nach Landolt et al. 2010 sind in der Schweiz: Feuchtezahl F = 2+w (frisch aber mäßig wechselnd), Lichtzahl L = 4 (hell), Reaktionszahl R = 3 (schwach sauer bis neutral), Temperaturzahl T = 4+ (warm-kollin), Nährstoffzahl N = 4 (nährstoffreich), Kontinentalitätszahl K = 4 (subkontinental).

## Taxonomie
Die Erstbeschreibung erfolgte 1813 durch Augustin Pyramus de Candolle unter dem Namen (Basionym) Triticum obtusiflorum DC. in Catalogus Plantarum Horti Botanici Monspeliensis Seite 153. Die Art wurde 1997 von Hans Joachim Conert in Gustav Hegi: Illustrierte Flora von Mitteleuropa, ed. 3, Band 1, S. 787 als Elymus obtusiflorus (DC.) Conert in die Gattung Elymus gestellt.
Für Elymus obtusiflorus (DC.) Conert sind unter anderem folgende Synonyme zu finden: Agropyron elongatum auct. non (Host) P.Beauv., Elymus elongatus subsp. ponticus (Podp.) Melderis, Elytrigia elongata auct. nonn., Elytrigia elongata subsp. pontica (Podp.) Gamisans, Elytrigia obtusiflora (DC.) Tzvelev, Elytrigia pontica (Podp.) Holub, Lophopyrum ponticum (Podp.) Á.Löve, Thinopyrum ponticum (Podp.) (Podp.) Barkworth & D.R.Dewey, Thinopyrum obtusiflorum (DC.) Banfi, Triticum obtusiflorum DC., Triticum ponticum Podp., Triticum giganteum Roth.
GRIN nennt wie andere amerikanische Quellen Thinopyrum ponticum als gültigen Namen und Elymus obtusiflorus als Synonym. GrassBase betrachtet Elymus elongatus (Horst) Runemark als gültigen Namen und nennt 41 Synonyme, unter anderem Thinopyrum ponticum und Elymus obtusiflorus. POWO nennt Thinopyrum obtusiflorum als gültigen Namen. In deutschsprachigen Florenwerken wird Elymus obtusiflorus oder Elytrigia obtusiflora (DC.) Tzvelev genannt.

## Verwendung
Die Stumpfblütige Quecke hat mehrere Verwendungen gefunden, unter anderem:
- Weidegras und Grünfutter; hier sind die jungen Austriebe vor der Ausbildung von Halmen geeignet. Dieses Gras kann auch auf salzhaltigen und alkalischen Böden genutzt werden, die für viele andere Arten ungeeignet sind.[10]
- Verhinderung von Bodenerosion entlang von Straßen und in anderen gefährdeten Bereichen
- Bereitstellung von Nistplätzen für Wildvögel: da die Pflanze bis zur Ausreifung des Neuaustriebs des nächsten Jahres aufrecht bleibt, bietet sie guten Schutz.[11]
- Pflanzenzüchtung: die Pflanze dient als Genquelle in Versuchen, Eigenschaften wie Eignung für salzhaltige und trockene Böden sowie Resistenz gegen Krankheiten auf Weizen zu übertragen.
- Verwendung als Energiepflanze zur Erzeugung von Biogas oder Cellulose-Ethanol. Bekannt geworden ist hier die Sorte mit dem Handelsnamen „Szarvasi-1“, die eine züchterische Weiterentwicklung der Stumpfblütigen Quecke auf Hybridbasis darstellt und dem Sortenschutz unterliegt.[12][13]

Die Stumpfblütige Quecke wurde mehrmals züchterisch bearbeitet. Für USA und Kanada werden sechs, für Australien zwei Sorten genannt.